# 乔希·沃森
乔希·沃森（英語：Josh Watson，1977年7月31日—），澳大利亚男子游泳运动员。他曾代表澳大利亚参加2000年和2004年夏季奥林匹克运动会游泳比赛，其中2000年奥运会获得一枚银牌。